# Poliptyk San Zeno
Poliptyk San Zeno – obraz włoskiego malarza i rytownika Andrei Mantegni.
Poliptyk został zamówiony dla ołtarza głównego w bazylice San Zeno w Weronie przez opata Gregorio Correra. Część główna znajduje się tam do dziś, część dolna znajdująca się w predelli zostały podzielone i w 1797 roku trafiły do muzeum w Luwrze oraz do Królewskiego Muzeum Sztuk Pięknych w Brukseli.

## Opis obrazu
Dzieło ma formę tryptyku, lecz przedstawia jedną scenę połączoną jednym motywem architektonicznym oraz wspólną podłogą. Scena rozgrywa się za charakterystycznymi dla architektury starożytnej czterema kolumnami w ozdobionej płaskorzeźbami świątyni.
Tryptyk przedstawia siedzącą na marmurowym tronie Madonnę z Dzieciątkiem w otoczeniu śpiewających i grających aniołków. Po obu stronach stoi ośmiu świętych, z których siedmiu pogrążonych jest w lekturze. Kompozycja obrazu nawiązuje do starszego dzieła autorstwa Giotta Madonna z Dzieciątkiem. Po lewej stronie, na pierwszym planie widoczny jest św. Piotr ze swoim atrybutem kluczem trzymanym w dłoni. Za nim stoi św. Paweł a następnie św. Jan i patron bazyliki w Weronie, biskup św. Zenon. Po stronie prawej znajdują się kolejno: w czarnym habicie św. Benedykt, rzymski męczennik św. Wawrzyniec, papież Grzegorz Wielki i najbliżej widza św. Jan Chrzciciel.
W predelli Mantegna namalował trzy sceny pochodzące z Nowego Testamentu z ostatnich dni życia Jezusa. Przedstawiają one modlitwę Chrystusa w Ogrójcu, Ukrzyżowanie i Zmartwychwstanie.
Nad wszystkimi postaciami Mantegna namalował girlandy z owoców i warzyw zawieszone na hakach. Malarz zastosował tu efekt iluzji nazywany w sztuce trompe l'oeil mający na celu stworzeniu wrażenia przestrzeni i powiększenia pomieszczenia. Za girlandami na fryzie, widoczne są płaskorzeźby z puttami rozsypującymi zawartość rogu obfitości co w czasach antycznych symbolizowało dostatek.

## Nawiązania
Scena ukrzyżowania z poliptyku stała się inspiracją dla piosenki Jacka Kaczmarskiego "Pejzaż z trzema krzyżami".

## Galeria

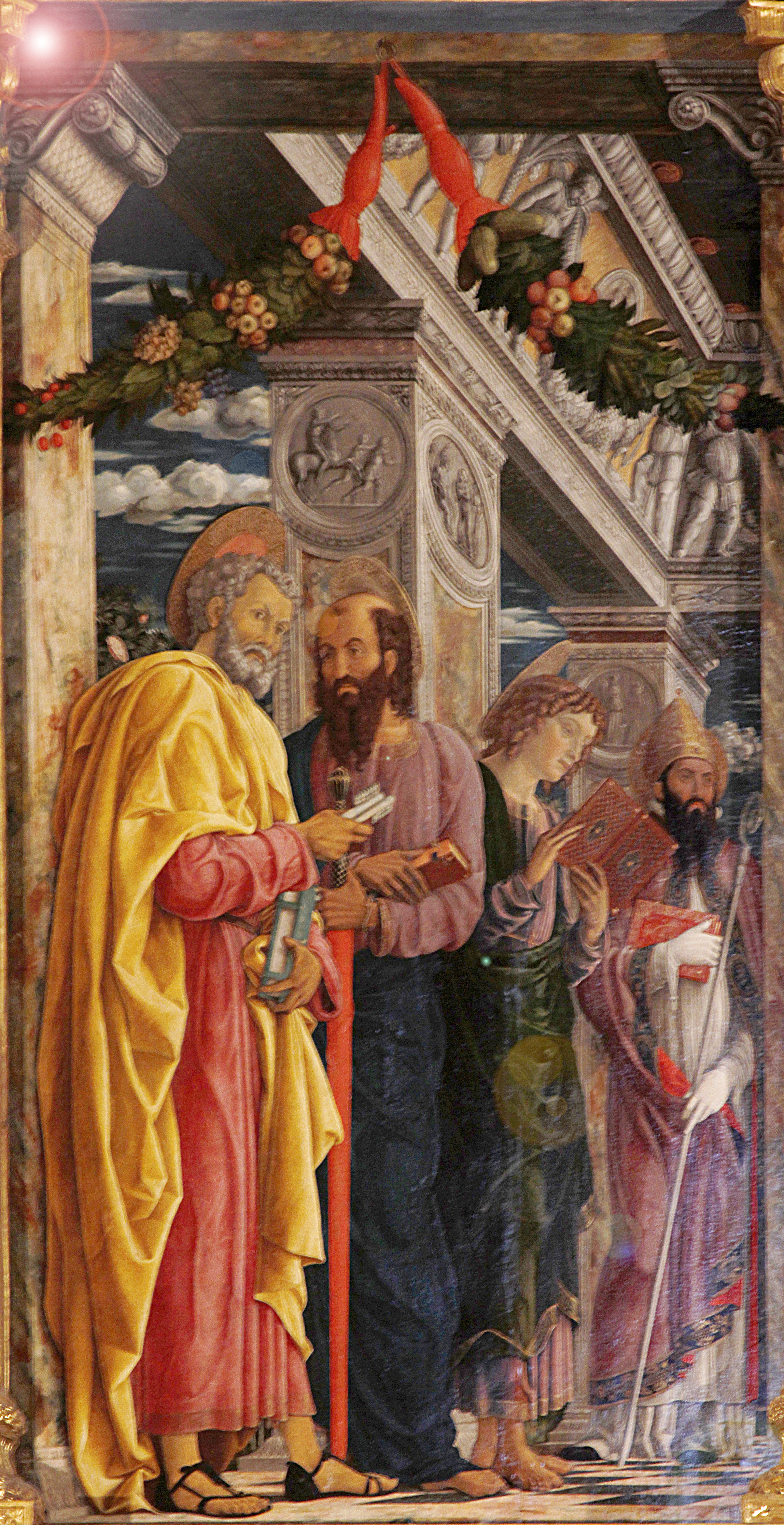
Lewy panel, 213 x 134 cm.
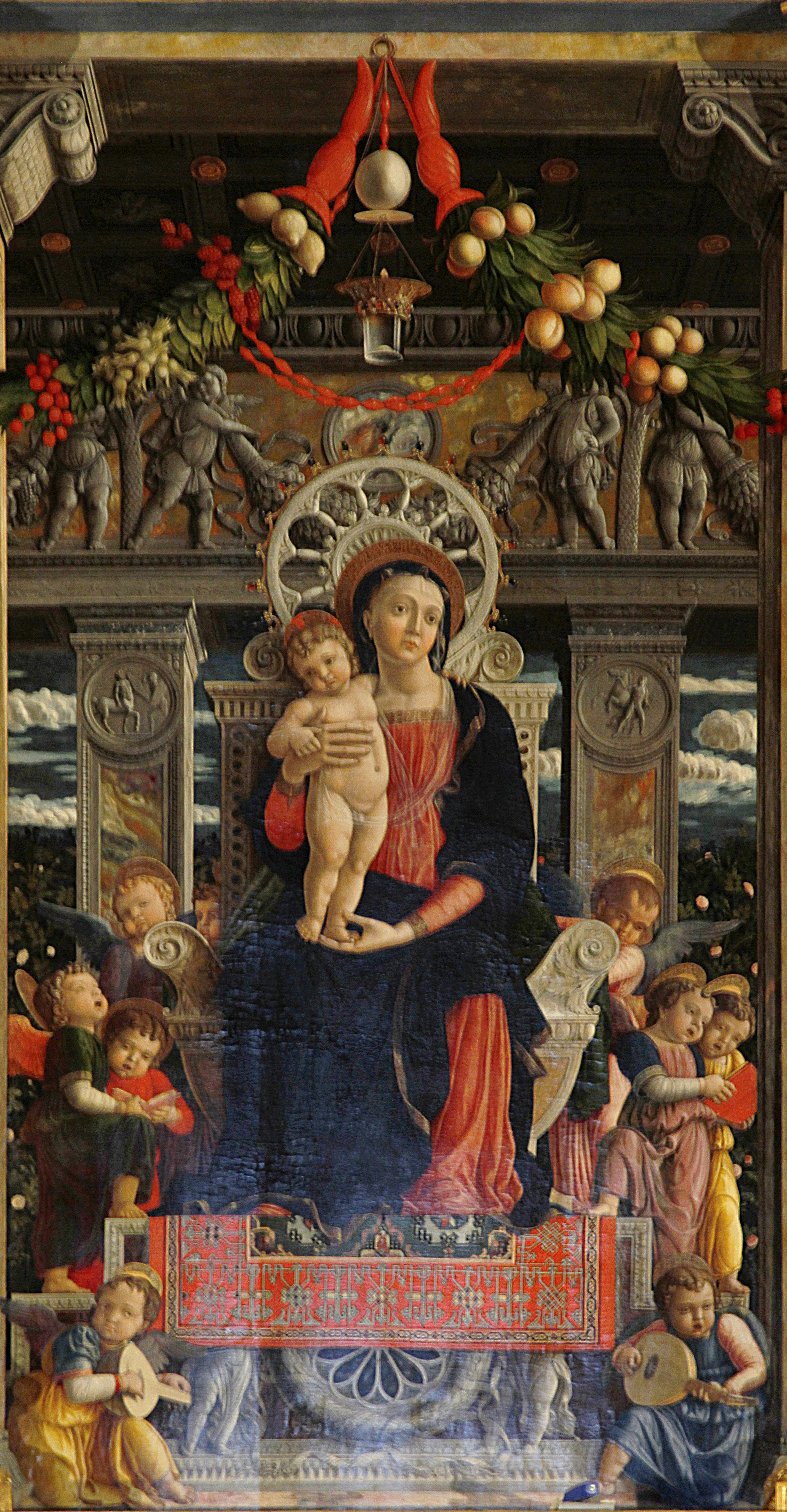
Środkowy panel, 212 x 125 cm.
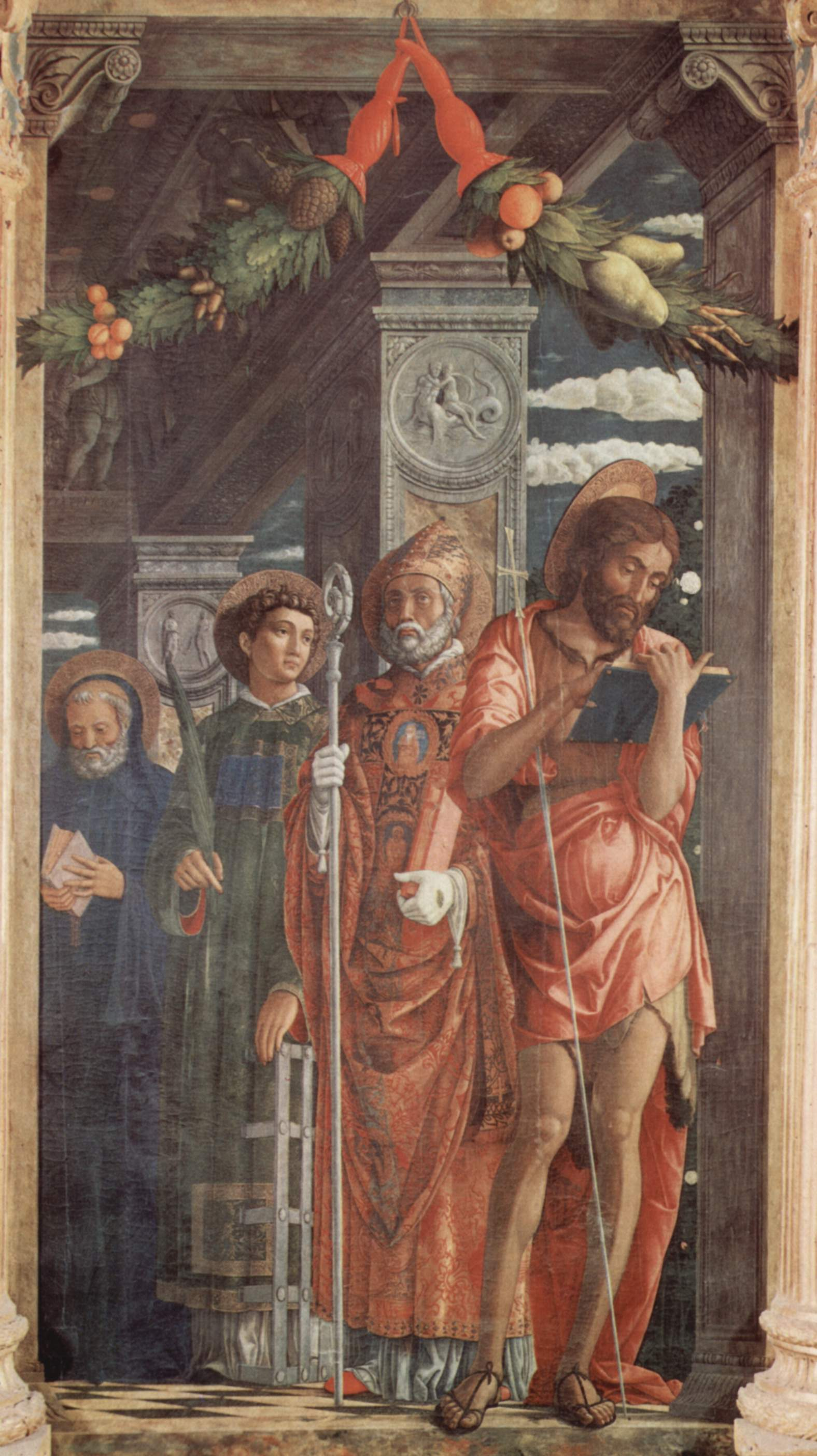
Prawy panel, 213 x 135 cm.
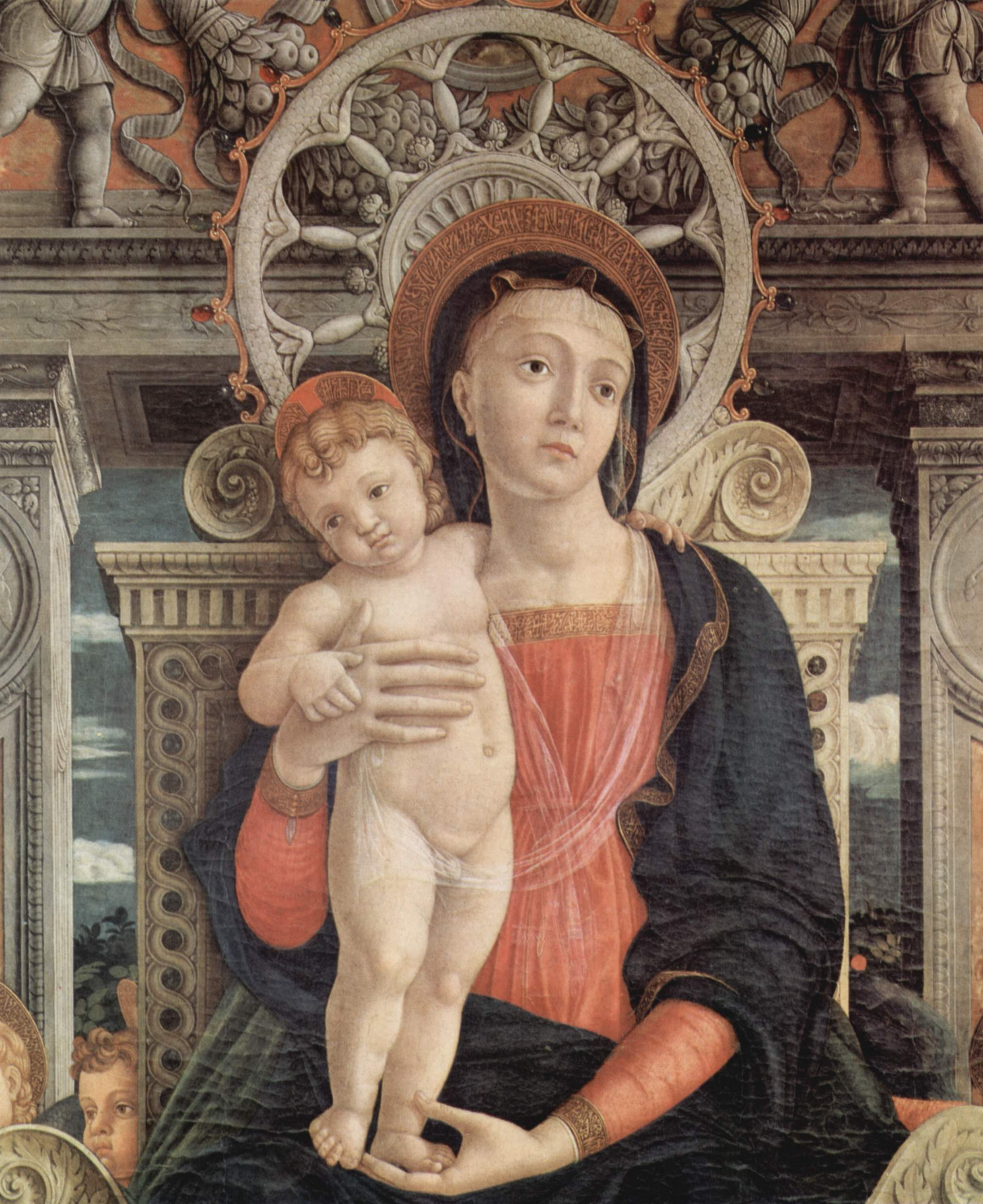
Detal Madonna.
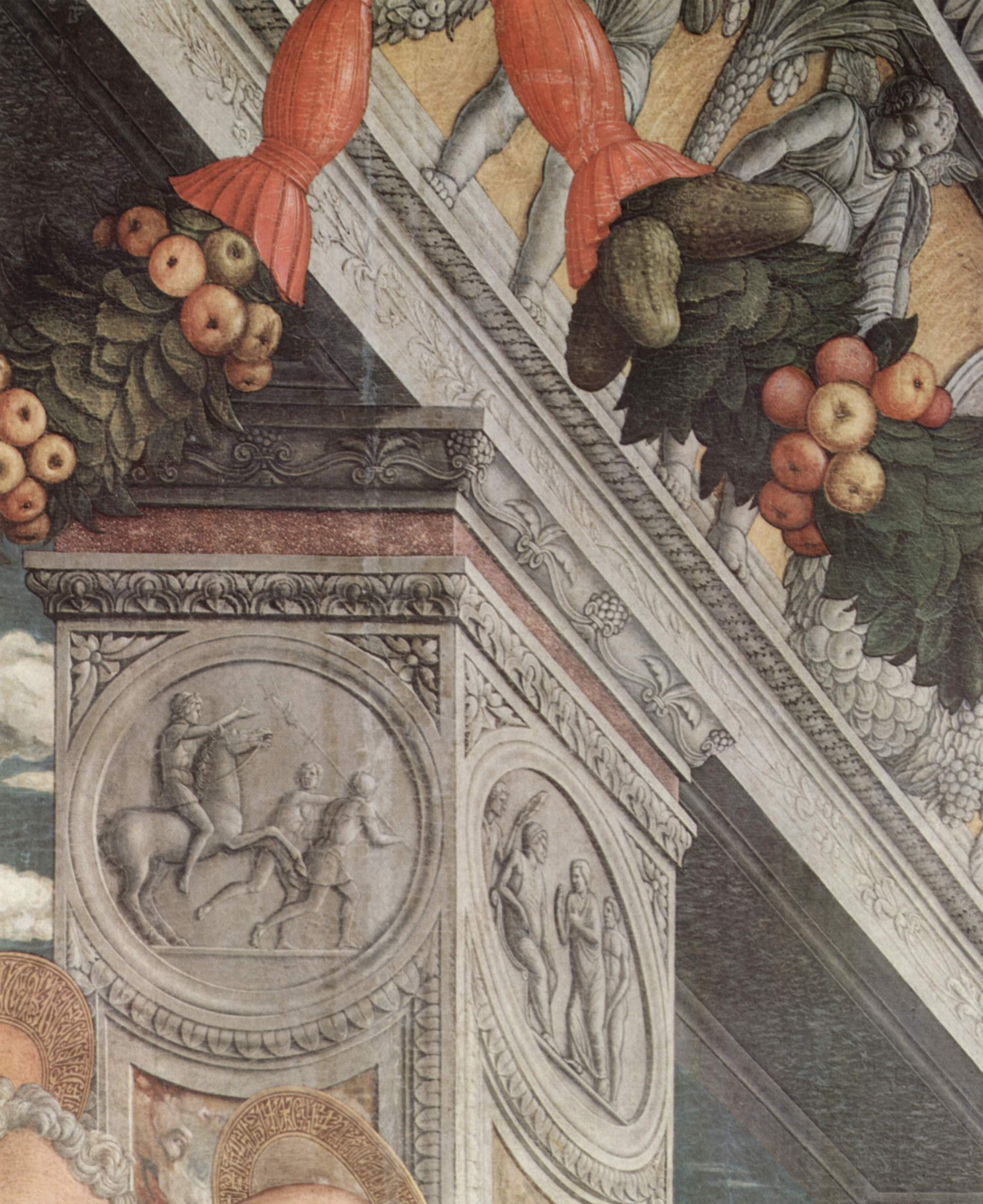
Detal z lewego panelu.
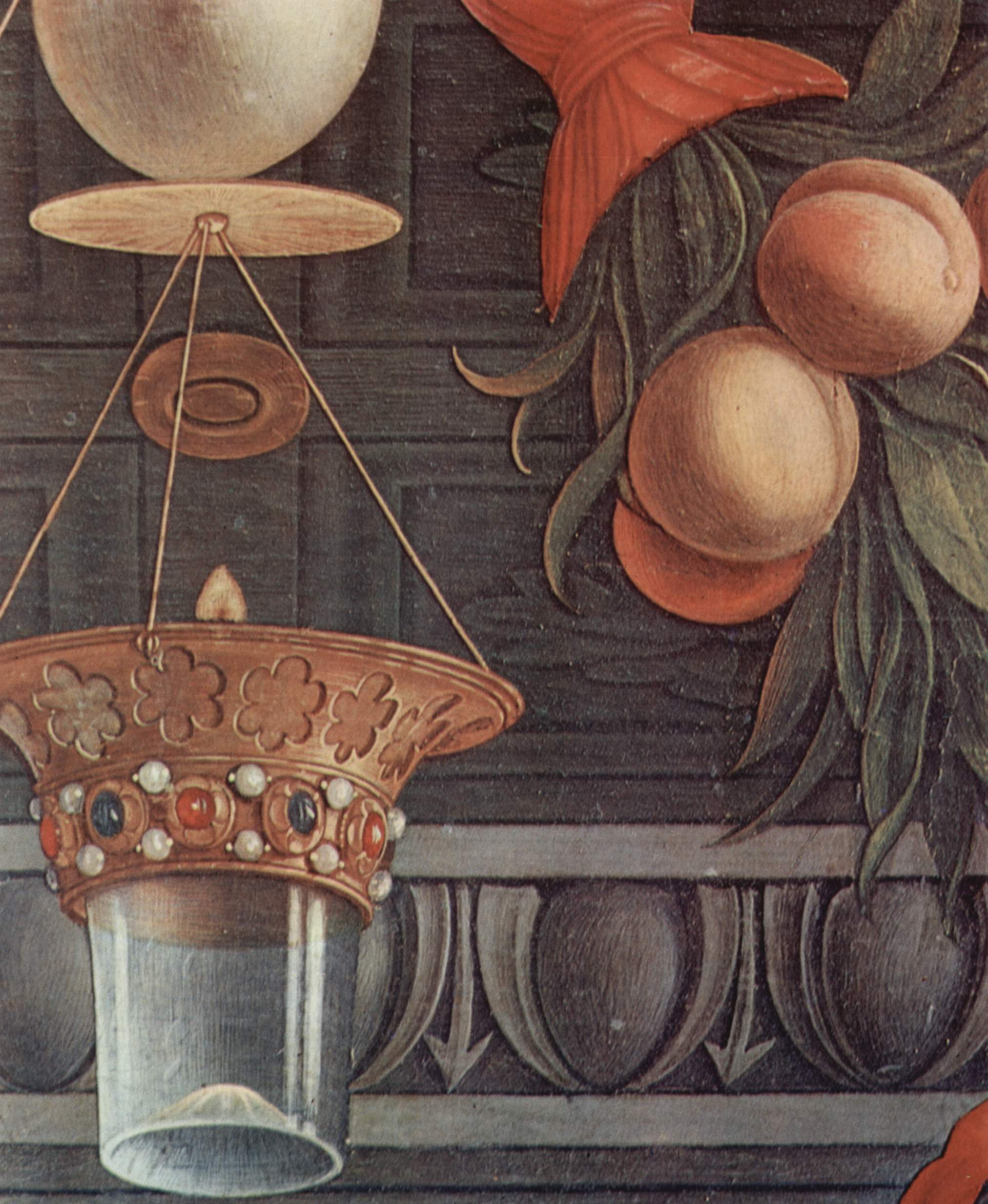
Detal ze środkowego panelu.
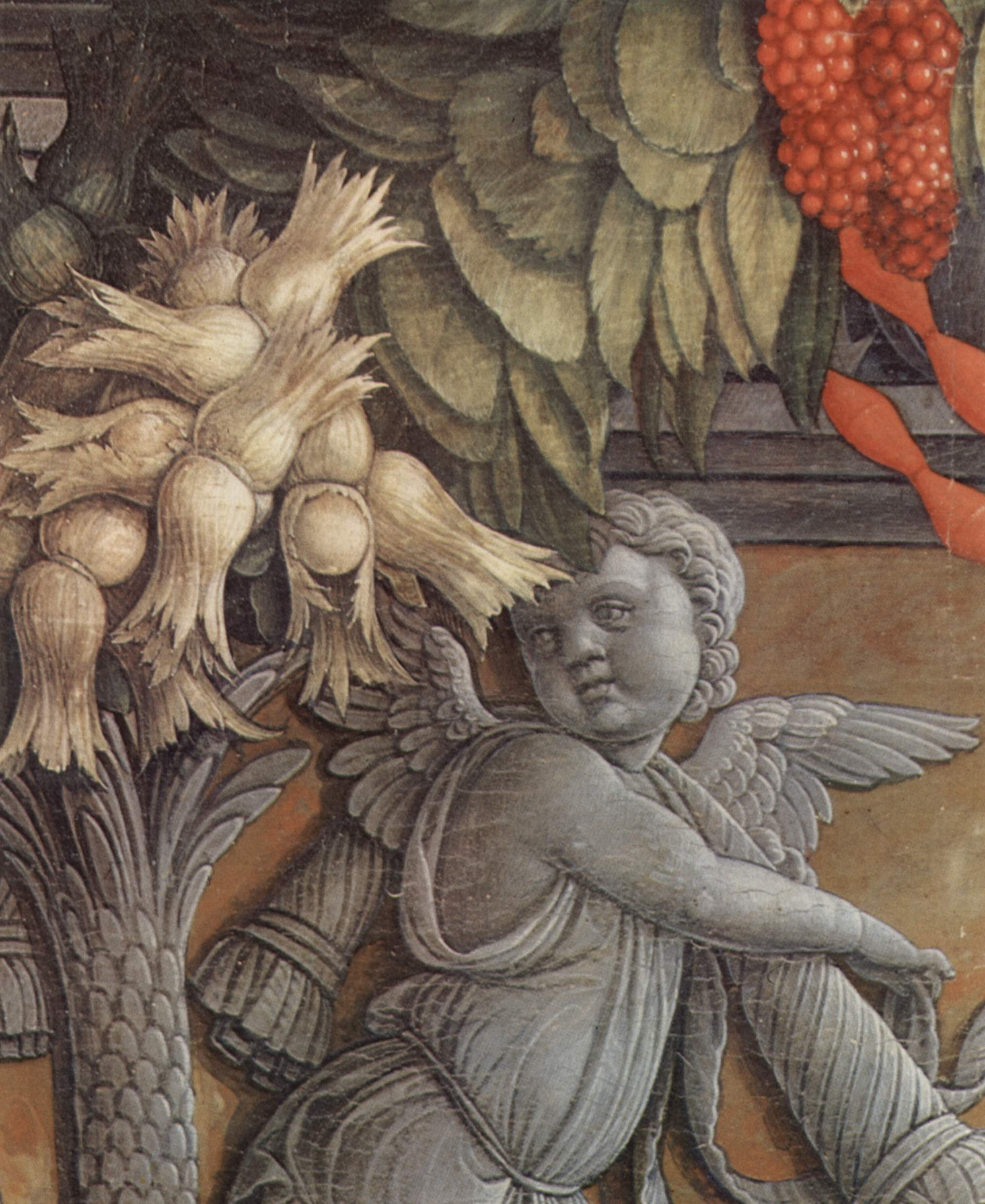
Detal z prawego panelu.

### Predella

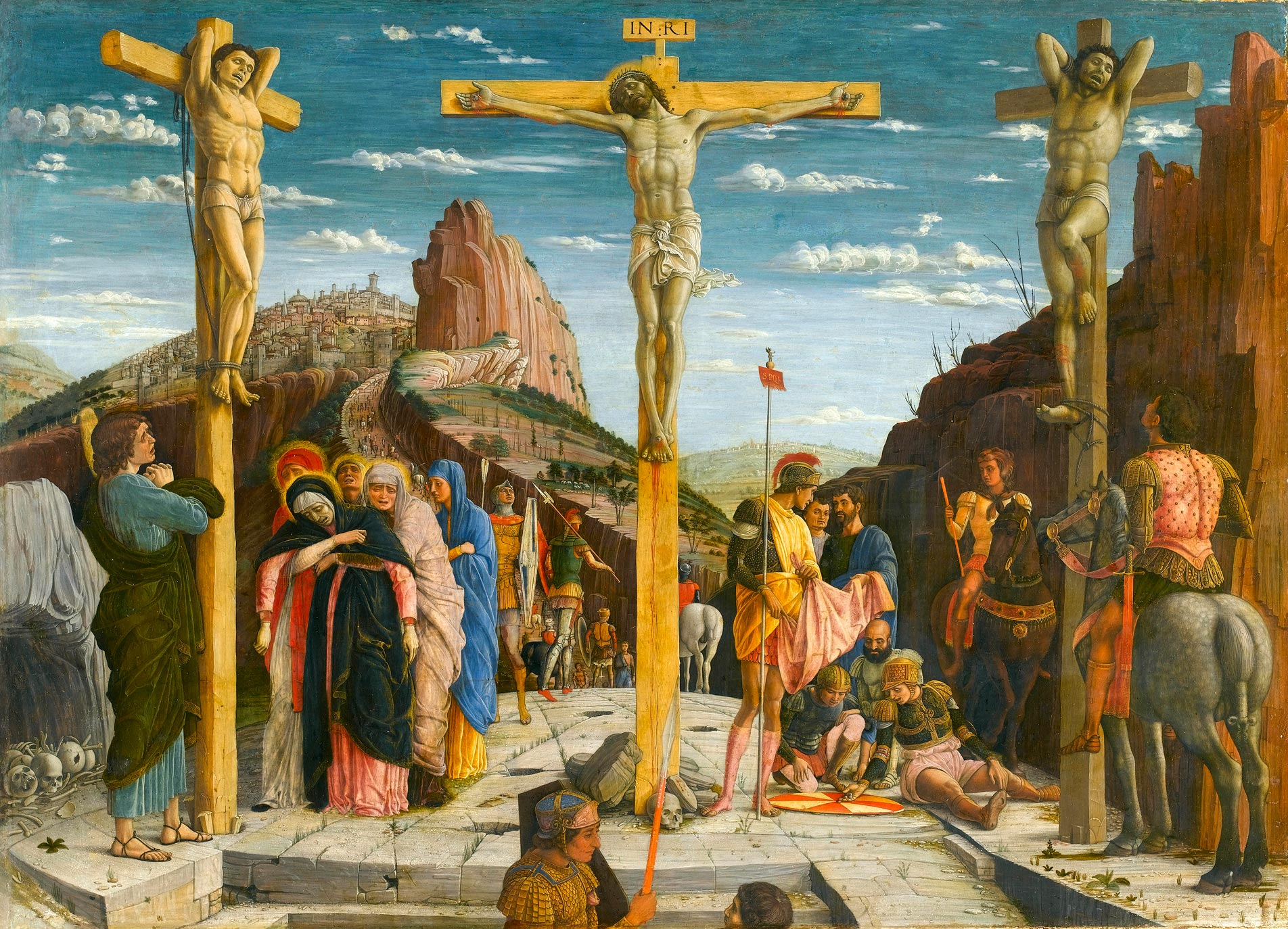
Ukrzyżowanie
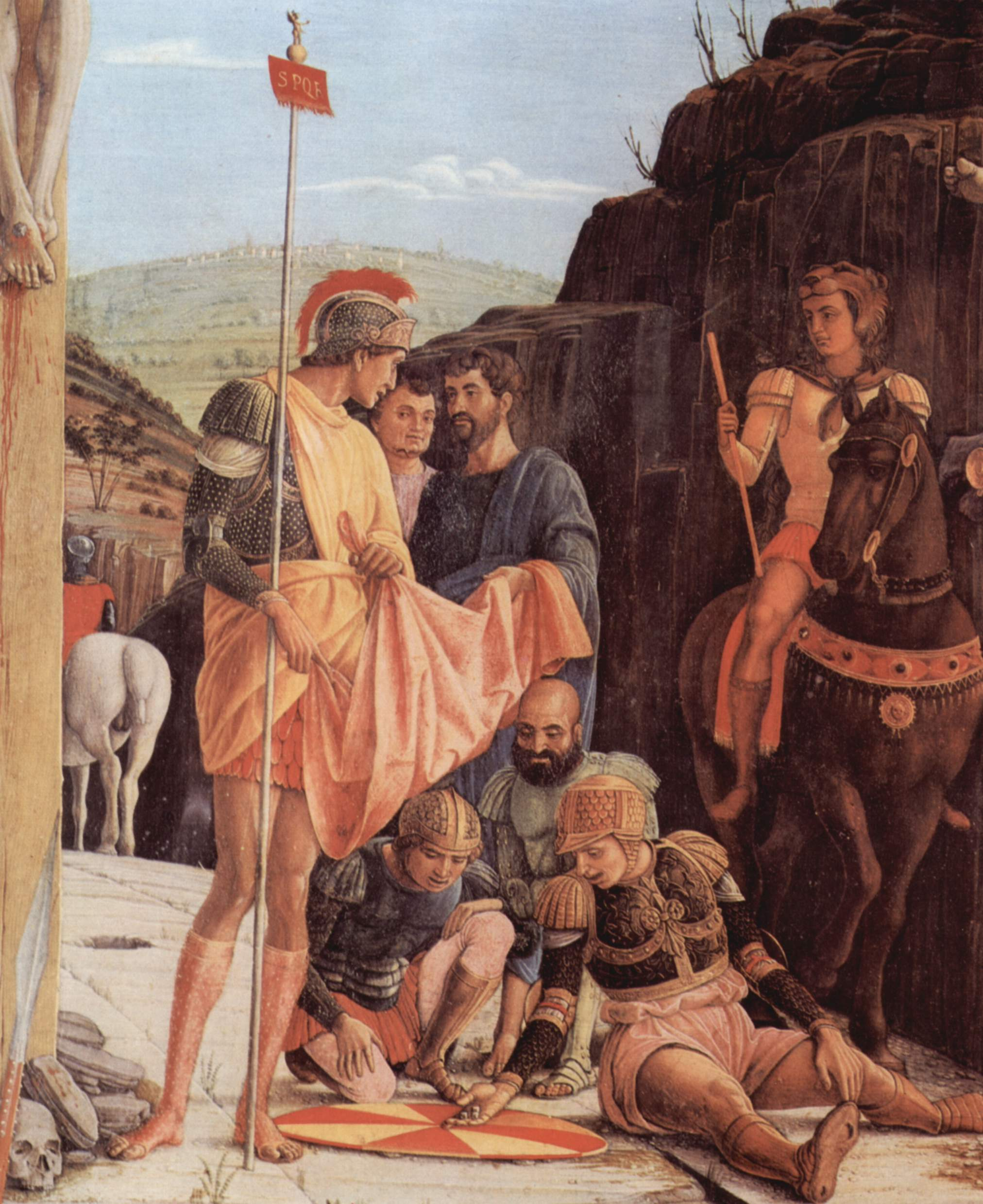
Detal środkowego panelu
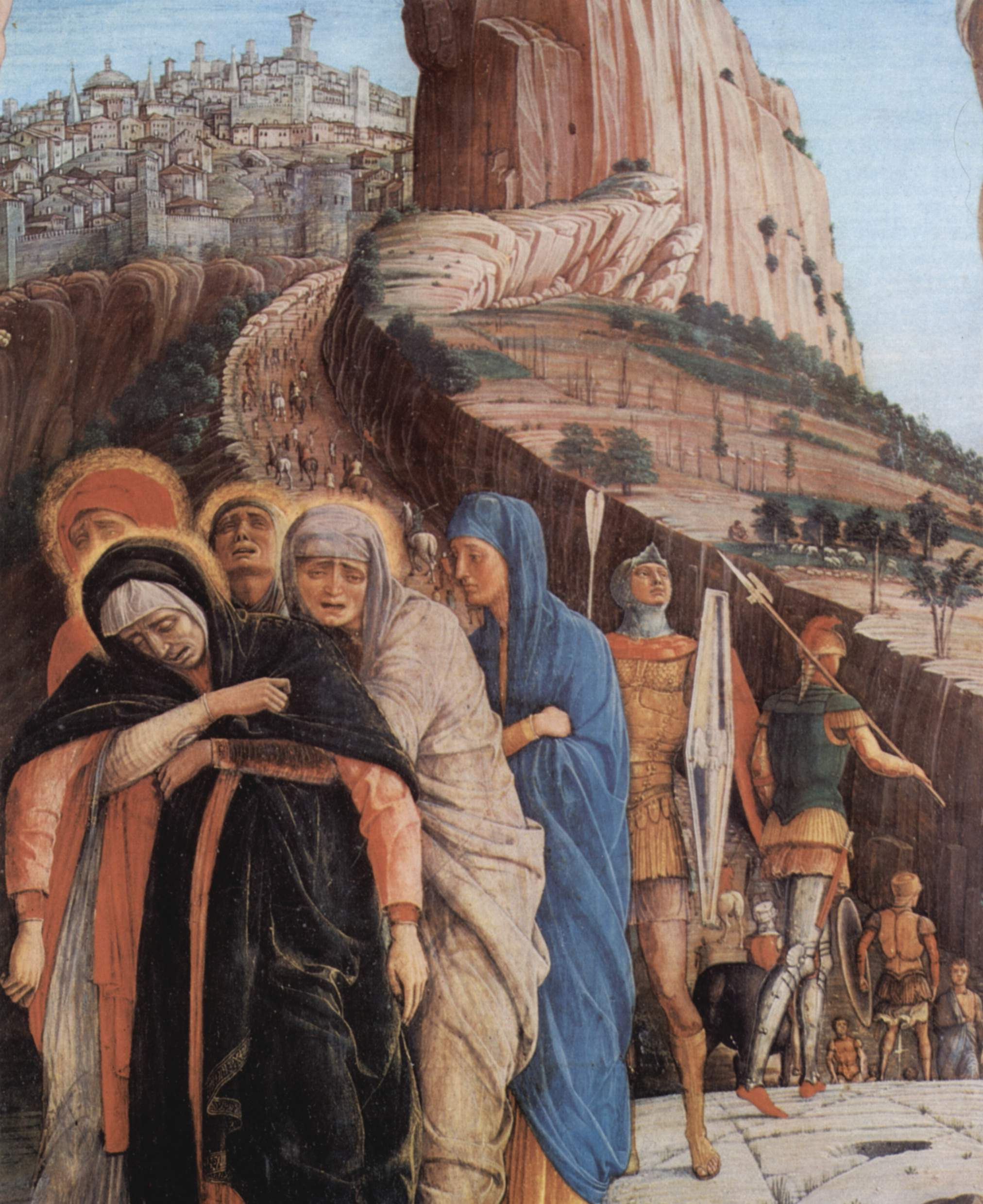
Detal środkowego panelu